# Вевер, Оле
Оле Уэвер (родился 17 сентября 1960 года) — профессор международных отношений факультета политических наук Копенгагенского университета. Он много публиковался и выступал в области международных отношений, он также является одним из главных архитекторов так называемой Копенгагенской школы международных отношений.
До того, как стать профессором Копенгагенского университета, Уэвер был старшим научным сотрудником Копенгагенского института исследования проблем мира (1985—1999). Его области исследований включают:
- теории международных отношений;
- изучение конфликтов, что создает конфликты и как регулировать и разрешать их;
- Датская политика безопасности и обороны;
- история понятий;
- теория безопасности.

Уэвер был членом правительственной Комиссии Дании по вопросам безопасности и разоружения в период с 1993 по 1995 год и заменой этого института, Датским институтом международных дел (DUPI), в период с 1995 по 2002 год. Он также является членом редколлегии журналов «European Journal of International Affairs», «Security Dialogue», «International Studies Perspectives» и «Cambridge Review of International Affairs».Уэйвер был также соучредителем Центра по разрешению международных конфликтов (CRIC) при Копенгагенском университете.
Уэвер — директор Датской философской школы для аспирантов «Politologisk Forskerskole». Он написал несколько работ вместе с Барри Бузаном. К ним относятся две книги:
- Барри Бузан и Оле Уэвер, Регионы и державы: структура международной безопасности, Cambridge University Press, 2003.
- Барри Бузан, Оле Уейвер и Яап де Уильде, Безопасность: новая структура анализа, Boulder, CO: Lynne Rienner Publishers, 1998.

Уэвер также является соредактором следующей книги с Айвером Б. Нейманом.
- Будущее международных отношений: мастера в создании? Лондон: Routledge, 1997.